# Charolaise

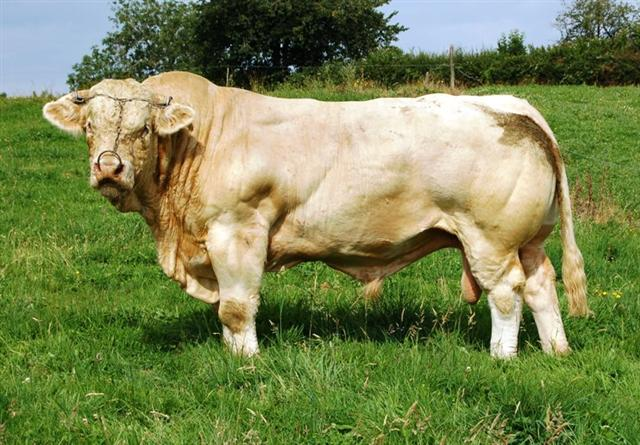
Charolaise

La charolaise è una razza bovina francese, di carne pregiata, originaria del cantone di Charolles.
Presenta un mantello color bianco o crema con il musello roseo ed ha una statura media di circa 1 metro e mezzo. Ha una testa corta e larga, con corna bianche giallastre; il collo, come anche le natiche e le cosce, è grosso e muscoloso, il dorso e i reni sono dritti e larghi.
Utilizzata anticamente per lavoro, con l'avvento della meccanizzazione in agricoltura, è ora allevata solo per la produzione della carne. Negli allevamenti intensivi viene portata a pesi di macellazione di circa 700–800 kg, raggiunti a una ventina di mesi: sono normali accrescimenti giornalieri di 1,2-1,5 kg.
Assieme alla limousine, è la principale razza da carne che gli allevamenti italiani importano dalla Francia per l'ingrasso; tipicamente si tratta di animali di 8-10 mesi di età e pesi di circa 300 kg, che in una decina di mesi vengono "finiti" con una ottimale messa in carne basata su alto uso di concentrati (farine di cereali, soia, sottoprodotti dell'industria dello zucchero e delle farine per la panificazione).
La resa alla macellazione (peso delle mezzene in % del peso vivo) raggiunge e supera il 60%; nella variante "a groppa doppia", caratterizzata da ipertrofia di varie masse muscolari (caratteristica di elevato pregio che condivide con altre razze selezionate per la produzione della carne) raggiunge e supera il 65%. 
I buoi ingrassati pesano da 750 a 1200 kg e hanno carni molto apprezzate, per l'ottimale infiltrazione di grasso; la castrazione era praticata per avere animali mansueti e di elevata mole che permettevano grandi capacità di lavoro.